# Tinodes cascadius
Tinodes cascadius är en nattsländeart som beskrevs av Donald G. Denning 1956. Tinodes cascadius ingår i släktet Tinodes och familjen tunnelnattsländor. Inga underarter finns listade i Catalogue of Life.